# Manoir du Bois-Ruault
Le manoir du Bois-Ruault est situé à Caro en France.

## Localisation
Le manoir est situé sur le territoire de la commune de Caro, au lieu-dit le Bois-Ruault, dans le département du Morbihan en région Bretagne.

## Description
Le manoir date des XVIe et XVIIe siècles, plan en L, édifice à un étage carré, étage de comble, élévation à travées, construit en moellons sans chaîne en pierre de taille de schiste. Toiture à longs pans recouverte d'ardoises, pignon couvert, croupe. Tour d'escalier postérieure (pigeonnier sur tour d’escalier), escalier dans-œuvre : escalier à vis sans jour.

## Historique
Manoir à deux logis en équerre : le premier logis date du XVIe siècle (date incertaine), repris en 1647 (date portée sur lucarne). Le deuxième logis est construit au XVIIe siècle en retour d'équerre. Un troisième logis appliqué derrière le premier logis au XVIIIe siècle. Plusieurs remaniements en particulier aux baies au XIXe siècle. Les communs qui fermaient complètement la cour au sud ont été détruits après 1827. Vers 1867 le propriétaire du manoir Jean-Sébastien de Querhoënt commence des essais d'acclimatation de plantes exotiques afin de créer un jardin de botanique coloniale.
Le manoir est inscrit à l'inventaire général du patrimoine culturel.